# IC 3866-2
IC 3866-2 — галактика типу S/P (спіральна галактика) у сузір'ї Волосся Вероніки.
Цей об'єкт міститься в оригінальній редакції індексного каталогу.